# San Nicola dell’Alto
San Nicola dell’Alto (im Arbëresh-Dialekt: Shën Koll) ist eine süditalienische Gemeinde (comune) in der Provinz Crotone in Kalabrien mit 687 Einwohnern (Stand 31. Dezember 2023). Die Gemeinde liegt etwa 29 Kilometer nordnordwestlich von Crotone.
Die Nachbargemeinden sind Carfizzi, Casabona, Melissa und Pallagorio.

## Geschichte
Die Gemeinde ist durch albanischstämmige Einwanderer im späten Mittelalter entstanden.